# Георге Іванов
Георге Іванов, також Джорге Іванов (мак. Ѓорге Иванов; нар. 2 травня 1960, Валандово, Північна Македонія) — президент Республіки Македонії (2009—2019).

## Біографія
Георге Іванов народився 2 травня 1960 року у місті Валандово. Одружений із Маєю Івановою, має із нею двох спільних дітей.
Закінчив початкову і середню школу у своєму рідному місті. 1982 році закінчив юридичний факультет Університету Скоп'є. Продовжив навчання в тому ж факультеті в аспірантурі. 1994 року захистив дисертацію магістра, чотири роки потому успішно захистив докторську дисертацію на тему — «Демократія в розділених суспільствах» (мак. «Демокрацията в разделените общества»).
1995 року він призначений доцентом юридичного факультету Університету в Скоп'є, з 1998 року викладав політологію та політичну філософію. Через рік був призначений почесним професором аспірантури південно-східноєвропейського відділення Афінського університету.
З 2000 року член Ради директорів європейських досліджень в галузі демократії та прав людини в Болонському університеті і координатор курсу з демократії в Університеті Сараєво. З 2001 року був головою політичних досліджень на юридичному факультеті Університету Скоп'є. У 2002 році призначений екстраординарним професором. У 2008 році призначений ординарним професором. З 2004 по 2008 року — заступник декана юридичного факультету. З 2008 року — голова Ради з акредитації вищої освіти у Республіці Македонії.

### Вибори 2009
Кандидат від консервативної партії ВМРО—ДПМНЄ на президентських виборах в 2009 році, перший тур яких відбувся 22 березня 2009 року. Іванов отримав 33,95 % голосів виборців і вийшов у другий тур. У другому турі, що відбувся 5 квітня 2009, Іванов набрав понад 63 % голосів і випередив Любомира Фрчкоського, представника СДСМ. Таким чином, Іванов став четвертим президентом Республіки Македонії, змінивши Бранко Црвенковського.

## Основні праці
- Цивилно општество (Цивільне суспільство)
- Демократијата во поделените општества: македонскиот модел (Democracy in the divided societes: the Macedonian Model)
- Современи политички теории (Current political theories)
- Политички теории — Антика (Political theories — Antiquity)[3]